# Lepidosperma
Lepidosperma  Labill. é um género botânico pertencente à família Cyperaceae.
O gênero apresenta aproximadamente 90 espécies.

## Principais espécies
- Lepidosperma involucratum
- Lepidosperma officinalis
- «PPP-Index Lista completa»